# 鈕玉庚
钮玉庚，字润生，号韵笙，浙江会稽县人，寄籍顺天府大兴县。清朝翰林。
同治四年（1865年）乙丑科二甲进士，选庶吉士，散馆授编修。同治十二年（1873年）任山东学政。官至侍讲学士。